# Michetta
La michetta, également appelé rosetta,,, est un type de petit pain rond soufflé (pane soffiato) italien traditionnellement originaire de Milan.

## Caractéristiques
La michetta est un pain d'origine relativement récente, qui naît au XIXe siècle et subit au cours des décennies d'importantes modifications. Michetta est le diminutif du milanais micca ou mica, terme alors populaire dans l'Italie du nord pour désigner une miche ou une miette. La dénomination michetta fait son apparition à Milan durant l'occupation autrichienne, à la suite du refus des boulangers milanais d'appeler un petit pain Kaisersemmel, alors en vogue à cette époque, à Vienne.
De pain souple à la mie fine, il devient croquant et n'a plus de mie, vers la moitié[Laquelle ?] du XXe siècle. Cependant, la michetta conserve sa consistance croquante seulement quelques heures après sa cuisson puis elle devient molle et élastique. Grâce au croustillant de sa croûte fine et à un intérieur creux, la michetta est particulièrement adaptée comme panini garni d'ingrédients tels les charcuteries et les fromages.
En 2005, le designer Gaetano Pesce crée une collection de canapés modulables nommée La Sfornata and Michetta Collections, inspirée directement de fournées de ces petits pains milanais. En 2007, la commune de Milan lui attribue la denominazione comunale ensemble aux autres spécialités culinaires milanaises[pas clair] comme le panettone, la cassoeula et le risotto. 